# Valtesse de La Bigne

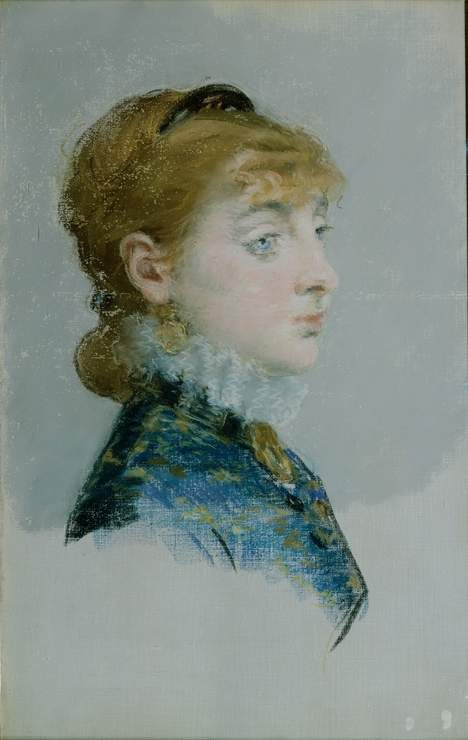
Valtesse de La Bigne, retratada por Édouard Manet. 1879.

Valtesse de La Bigne, nacida Émilie-Louise Delabigne (París, 13 de julio de 1848-Ville-d'Avray, 29 de julio de 1910), fue una exitosa cortesana, actriz y escritora francesa.

## Biografía

### Infancia y juventud
Nacida en París, en 1848, hija de una lavandera normanda que ejercía de meretriz, debutó en los escenarios en el rol de Hebe en Orfeo en los infiernos de Jacques Offenbach. Para los críticos, no dejaba de ser una joven demasiado sonrosada y tímida, comparable a una virgen de Tiziano. Sin embargo, para compensar sus habilidades como actriz, no tardó mucho en lanzarse al mundo de la prostitución como cortesana.

### Carrera como cortesana
Tomó como amante al Príncipe Lubomirski y después al Príncipe de Sagan, que se arruinó por ella al financiar su magnífico hotel particular, construido por Julez Février en 1876 en el número 98 del Boulevard Malesherbes de París, esquina con la calle de la Terrasse. Por entonces se hacía pasar por condesa firmando como Condesa Valtesse de La Bigné, aunque el suicidio de varios de sus amantes hizo que el pueblo la pusiese el nombre de Valtesse de la Guigne (Guigne significa mala suerte en francés).
En 1876, Valtesse publicó su propia autobiografía, Isola, editada en la casa Dentu.

### Influencia en el arte
La habitación de Valtesse, en particular su espectacular cama, inspiró al escritor francés Émile Zola para describir la habitación de Nana: "Una cama como ninguna otra, un trono, un altar donde París admira su desnudez soberana (...) En la noche, una banda de amorcillos entre flores mira entre risas, observando los placeres a la sombra de las cortinas."
Henri Gervex la tomó como modelo para su cuadro Le Mariage Civil, que decora la sala de matrimonios del ayuntamiento del distrito XIX de París. Valtesse inspiró también a la heroína de la novela La Nichina, de Hugues Rebell y el personaje de Altesse de la novela Idilio sáfico de su amiga y pupila, la cortesana Liane de Pougy.
Mantuvo relaciones íntimas de amistad con Édouard Manet, Henri Gervex, Édouard Detaille, Gustave Courbet, Eugène Boudin y Alphonse de Neuville, lo que le valió el sobrenombre de "La Unión de los Pintores".
Valtesse reunió una enorme colección de arte que donó tras su muerte al Museo de las Artes Decorativas de París en el que, entre otros objetos, se encuentra su cama, hecha en madera y bronce en 1875 por Édouard Lièvre.

### Fallecimiento y entierro
Falleció en 1910, y su cuerpo reposa en Ville-d'Avray.